# The Ides of March
The Ides of March é um filme sobre política lançado em 2011, de gênero drama. Seu roteiro foi escrito por George Clooney, também responsável pela direção, ao lado de Grant Heslov e
Beau Willimon, baseados na peça de 2008 Farragut North, de Willimon.
O filme foi o de abertura do 68º Festival de Veneza e foi exibido durante o Festival Internacional de Cinema de Toronto de 2011. Seu lançamento nos cinemas ocorreu em 7 de outubro de 2011 nos Estados Unidos, 10 de novembro e 23 de dezembro do mesmo ano em Portugal e no Brasil, respectivamente. Foi recebido com críticas geralmente positivas e arrecadou pouco mais de 68 milhões em bilheterias.

## Sinopse
Stephen Myers é um membro da equipe do candidato a vaga do Partido Democrata para candidatura à presidência dos Estados Unidos Mike Morris. Nas vésperas da escolha do partido ser feita, o idealismo de Stephen é derrotado pelo jogo político, no qual acaba se envolvendo para tentar eleger Mike.

## Elenco
- Ryan Gosling como Stephen Meyers, gerente de campanha de Mike Morris.[4]
- George Clooney como Mike Morris, governador da Pensilvânia e candidato a vaga do Partido Democrata para concorrer à presidência dos Estados Unidos.[4]
- Philip Seymour Hoffman como Paul Zara, gerente de campanha de Mike, superior e mentor de Stephen.[5]
- Paul Giamatti como Tom Duffy, um gerente de campanha rival.[6]
- Evan Rachel Wood como Molly Stearns, uma estagiária da campanha de Mike.[6]
- Marisa Tomei como  Ida Horowicz, uma repórter do New York Times.[6]
- Jeffrey Wright como Franklin Thompson, senador democrata da Carolina do Norte.[5]
- Max Minghella como Ben Harpen, um membro do pessoal da campanha de Mike.[5]
- Jennifer Ehle como Cindy Morris, esposa do governador Mike Morris.
- Gregory Itzin como Jack Stearns, ex-senador, pai de Molly Stearns e presidente do Comitê Nacional Democrata.
- Michael Mantell como Ted Pullman, senador do Arkansas, oponente de Mike.

## Recepção
The Ides of March foi recebido com resenhas geralmente positivas dos críticos especializados. O Rotten Tomatoes calculou uma média de 84% de aprovação, baseado em 243 críticas recolhidas. Segundo o site, o consenso é que "embora não exponha verdades reveladoras, The Ides of March é um drama extremamente bem atuado que se desenrola de forma confiante e calculada". Por comparação, o Metacritic deu ao filme uma média de 67/100, com base em 43 resenhas.
Foi indicado ao Globo de Ouro nas categorias melhor filme dramático, melhor direção (George Clooney), melhor ator em filme dramático (Ryan Gosling) e melhor roteiro, mas não venceu nenhuma. Também foi indicado ao Oscar de melhor roteiro adaptado.